# 阿南市立図書館
阿南市立図書館（あなんしりつとしょかん）は、徳島県阿南市の公共図書館である。阿南市立羽ノ浦図書館、阿南市立那賀川図書館の2館および、図書館カウンター（阿南市役所内に設置）からなる。
かつては阿南市立阿南図書館もあったが令和3年4月12日より書庫機能を残して休館中。令和6年1月23日には条例上の記載を削除して閉館した。蔵書は別施設で保管している。

## 阿南図書館
施設
建物構造は鉄筋コンクリート3階建。
- 3階 - 視聴覚室
- 2階 - 参考閲覧室、会議室（和室）、書庫
- 1階 - 返却ポスト、ロビーコーナー、雑誌コーナー、一般開架室、児童開架室、事務室、移動図書館車庫

利用情報
- 開館時間：平日は9:00〜18:00、土曜・日曜は9:00〜17:00
- 休館日：毎週月曜日、祝日、毎月末日（土・日曜日以外の日）、年末年始、長期図書整理期間

歴史
1958年（昭和33年）には阿南市立図書館設置条例を制定し、1981年（昭和56年）7月19日に阿南市立図書館が開館した。1981年（昭和56年）には移動図書館車の初代「わかたけ号」の運行を開始した。1982年（昭和57年）には阿南市立図書館で徳島県図書館大会を開催。1988年（昭和63年）6月24日 - 阿南市立図書館図書充実基金条例を制定した。1994年（平成6年）3月 - 移動図書館車を更新して2代目「わかたけ号」の運行を開始した。2004年（平成16年）8月 - 阿南市ブックスタート事業を開始した。

## 羽ノ浦図書館
施設
建物構造は鉄筋コンクリート造、一部鉄骨コンクリート造り3階。阿南市情報文化センターの1階に位置する。
- 1階 - 返却ポスト（阿南市情報文化センター出入口）、児童書架、一般書架、おはなしコーナー、AVコーナー、AVブース、学習コーナー、事務室、書庫

利用情報
- 開館時間：10:00〜18:00
- 休館日：毎週月曜日、国民の祝日の次の火曜日、資料整理日（毎月末日（土・日曜日以外の日））、年末年始、長期図書整理期間

歴史
1995年（平成7年）7月7日に羽ノ浦町立図書館として開館。2001年（平成13年）2月1日にはインターネットでの蔵書検索を開始。

## 那賀川図書館
施設
建物構造は鉄筋コンクリート平屋建である。
- 1階 - 返却ポスト、視聴覚室、市民ギャラリー、会議室、児童書室、一般書室、事務室、書庫、移動図書館車庫

利用情報
- 開館時間：10:00〜18:00
- 休館日：毎週月曜日、祝日、毎月末日（土・日曜日以外の日）、年末年始、長期図書整理期間

歴史
1994年（平成6年）3月23日には那賀川町立図書館設置条例・運営規則・処務規則を制定、4月1日にはそれぞれ施行し、7月20日に那賀川町立図書館が開館した。10月には移動図書館車「ブッくん」の運行を開始した。

## 新阿南市発足後の歴史
2005年（平成17年）12月27日には阿南市立図書館条例を制定した。2006年（平成18年）3月20日には阿南市が那賀川町と羽ノ浦町を編入合併し、阿南市立図書館は阿南市立阿南図書館に、羽ノ浦町立図書館は阿南市立羽ノ浦図書館に、那賀川町立図書館は阿南市立那賀川図書館に名称変更。阿南市立図書館条例を施行。同年4月には那賀川図書館が平成18年度「子どもの読書活動優秀実践図書館」文部科学大臣賞を受賞した。2008年（平成20年）3月には 図書館総合情報システムを導入し、12月には阿南市子どもの読書活動推進計画を制定した。
2009年（平成21年）には平成21年度「子どもの読書活動優秀実践図書館」文部科学大臣賞を受賞。2013年（平成25年）2月には移動図書館車「わかたけ号」と「ブッくん」の運行を終了し、4月16日には移動図書館車「ひまわり号」の運行を開始した。2016年（平成28年）2月2日には国立国会図書館図書館向けデジタル化資料送信サービスに参加。